# Centre Universitaire de Salto
Le Centre Universitaire de Salto, dénommé Université Regionale du Nord, est un centre universitaire situé dans la ville de Salto, capitale du  département de Salto. L'Université de Salto, fondée officiellement en 2008, relève de l'Université de la République qui est l'université d'État de l'Uruguay et dont le siège est situé à Montevideo. C'est une des deux antennes universitaires de l'Uruguay avec celle de Rivera, ville située dans le nord du pays.

## Description
Salto est devenue une authentique ville universitaire, connue depuis ses débuts comme l'Université Régionale du Nord (en espagnol : Regional Norte), étant un des sièges du Centre Universitaire  Régional Littoral Nord de l'Université de la République (en espagnol : Centro Universitario Regional Litoral Norte de la Universidad de la República). Le Centre Universitaire est situé dans le centre de la ville de Salto, au sud-est de la plaza Artigas, sur l'avenue du Général Rivera. 
En 2019, cette antenne Universitaire plaçait Salto comme un des centres universitaires majeurs du nord et du centre du pays avec Paysandú. 
Avec 13 000 étudiants dénombrés en 2022, Salto est la deuxième ville universitaire de l'Uruguay, après la capitale du pays, non seulement pour le nombre des étudiants mais aussi pour la diversité de son offre universitaire.
La ville est depuis 2008 le siège de l'Université de la région Nord de la République. L'Université de Salto prépare aux carrières destinées à l'architecture, l'ingénierie, l'agronomie, les sciences sociales, la musique, les lettres et le droit ainsi qu'aux professions médicales et paramédicales.

## Histoire

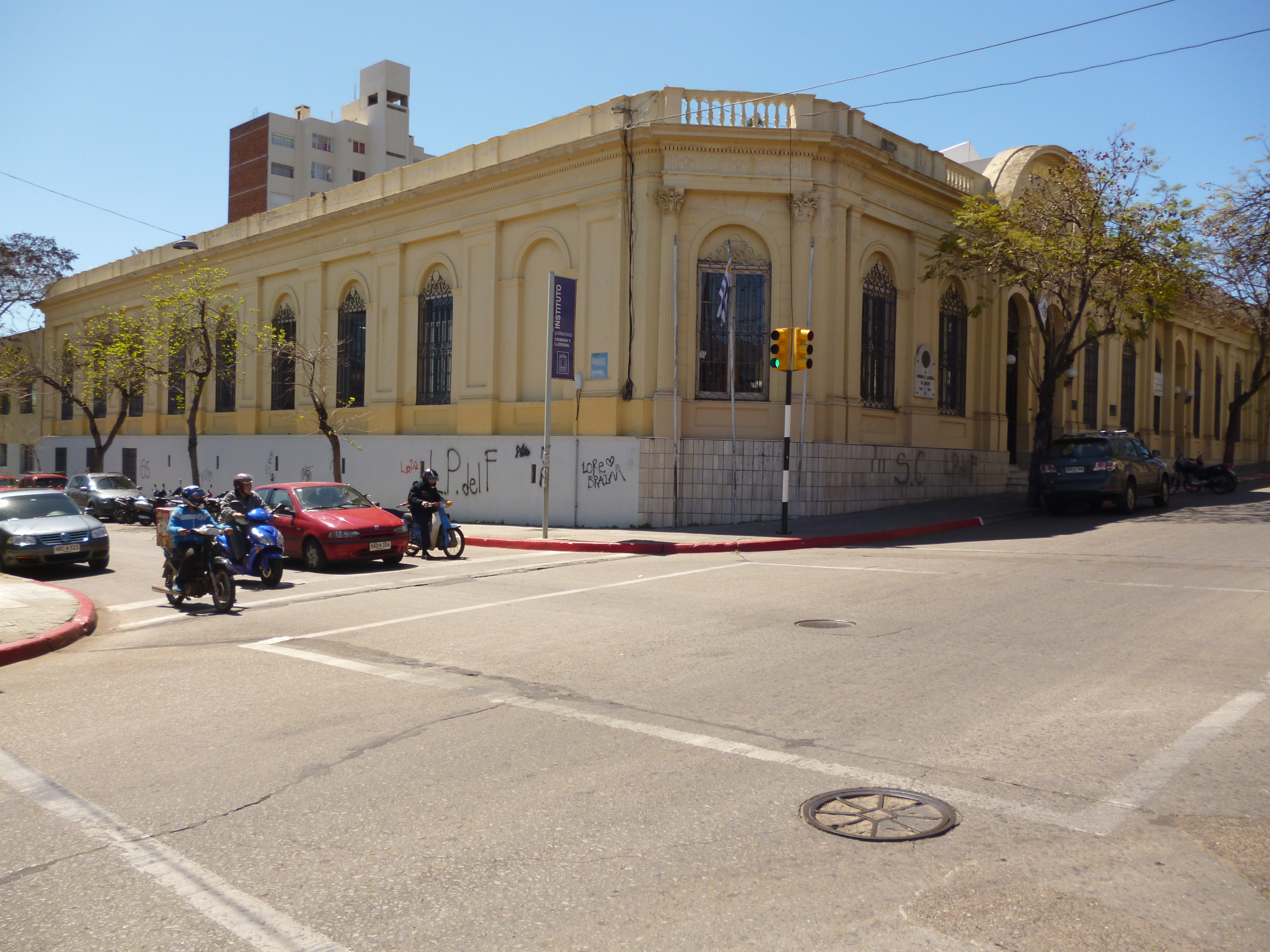
Ancien Institut Polytechnique Osimani y Llerena accueillit les premiers cours de la faculté de droit dans la décennie 1950 à Salto.

En 1958, pour la première fois, des cours universitaires eurent lieu dans la région nord-ouest du pays, précisément des cours de droit furent délivrés par la Faculté de Droit, qui se tenaient dans l'ancien local de l'Instituto Politécnico Osimani Llerena, à Salto.
Dans les années 1970, le diocèse de Salto céda le bâtiment de l'ex-Séminaire, qui servit de siège pour les activités universitaires. À partir de 1975, la vocation universitaire de la ville s'affirma. L'enseignement supérieur s'étoffa par la diversification de formations s'ouvrant aux carrières dans l'agronomie, l'ingénierie, l'architecture, les Sciences économiques et la formation de vétérinaire. Les enseignements du Droit et du Notariat furent ouverts en 1984.
À partir de 1984, l'antenne universitaire de Salto visa l'autonomie universitaire  pour devenir une Université de plein exercice. Elle obtint son statut en 2008 par ordonnance pour devenir l'Université Régionale du Nord.
Un nouveau bâtiment fut construit près du centre de la ville pour y réunir toutes les formations universitaires en un seul lieu et l'inauguration eut lieu en 2001.

## Offre académique
Le tableau ci-dessous reproduit les différentes formations universitaires proposées à l'Université  de Salto.

### Cours diplômants
| Enseignement                                            | Faculté | Durée                        |
| Formations complètes à Salto                            | Formations complètes à Salto                                                                                          | Formations complètes à Salto |
| ------------------------------------------------------- | --- | ---------------------------- |
| Notaire                                                 | Faculté de droit | 5 années                     |
| Avocat                                                  | Faculté de droit | 5 années                     |
| Licence en travail social                               | Faculté de sciences sociales                                                                                          | 4 années                     |
| Licence en sciences sociales                            | Faculté de sciences sociales                                                                                          | 4 années                     |
| Licence en tourisme                                     | Faculté de sciences humaines                                                                                          | 4 années                     |
| Licence en psychologie                                  | Faculté de psychologie                                                                                                | 4 années                     |
| Licence d'infirmier                                     | Faculté d'infirmier                                                                                                   | 4 années                     |
| Licence en ressources hydriques et arrosage             | Faculté d'ingénierie                                                                                                  | 4 années                     |
| Licence en design intégré                               | Faculté d'architecture, design et urbanisme                                                                           | 4 années                     |
| Comptable public                                        | Faculté de sciences économiques et de l'administration Université Nationale de Entre Ríos, UNER Concordia             | 5 années                     |
| Formations complètes dans la région (Salto et Paysandú) | |                              |
| Licence en biologie humaine                             | Faculté de sciences Faculté de sciences humaines et sciences de l'éducation Faculté de médecine Faculté d'odontologie | 4 années                     |
| Ingénieur agronome                                      | Faculté d'agronomie                                                                                                   | 5 années                     |
| Sciences vétérinaires                                   | Faculté de vétérinaire                                                                                                | 5 années                     |
| Chimie agricole et des sols                             | Faculté de chimie | 5 années                     |
| Licence en ingénierie biologique                        | Faculté d'ingénierie                                                                                                  | 4 années                     |
| Étapes des formations                                   | |                              |
| Docteur en médecine                                     | Faculté de médecine                                                                                                   | 4 à 7 années                 |

### Formations techniques, technologiques et titres intermédiaires
| Formation                                                | Faculté                                        | Durée             |
| -------------------------------------------------------- | ---------------------------------------------- | ----------------- |
| Procurateur                                              | Faculté de droit                               | 7 semestres       |
| Technique en interprétation Piano, guitare ou chant      | École Universitaire de musique                 | 4 années          |
| Technique de Direction de cours                          | École Universitaire de musique                 | 4 années          |
| Technique en interprétation et traduction LSU - Espagnol | Faculté de sciences humaines et de l'éducation | 3 années          |
| Auxiliaire en Infirmerie                                 | Faculté d'infirmière                           | 2 années et demie |

### Carrières de diplômé
| Formation                                                               | Faculté                       | Durée    |
| ----------------------------------------------------------------------- | ----------------------------- | -------- |
| Diplôme en mathématique                                                 |                               | 2 années |
| Maître en sociologie et méthodologie avancée en investigation           | Faculté des sciences sociales | 2 années |
| Diplôme diabète                                                         | Faculté de médecine           | 2 années |
| Spécialisation infirmière de la santé de la famille et de la communauté | Faculté d'infirmière          | 18 mois  |
| Spécialisation en Gestion des services de santé                         | Faculté d'infirmière          | 18 mois  |
| Spécialisation infirmière en soins critiques                            | Faculté d'infirmière          | 18 mois  |

### Cycles débutants
Les cycles débutants sont une forme de première entrée à l'Université de la République, qui donne la possibilité d'accéder à diverses formations. Elles sont spécialement destinées  aux étudiants de l'intérieur du pays. Si un étudiant ne se décide pas pour une formation ultérieure, le cycle initial lui offre la possibilité d'entrer à l'Université, d'élargir quelques matières plus en accord à ses intentions d'étudier plus tard, pour ensuite se diriger vers la Faculté de son choix.
| Formation                                           | Capacité à continuer en | Durée       |
| --------------------------------------------------- | --- | ----------- |
| Cycle initial option domaine social                 | Faculté de sciences humaines et de l'éducation Faculté de psychologie Faculté de l'information et de la communication Faculté de sciences économiques et administration | 1 année     |
| Cycle initial option scientifique technologique     | Faculté d'ingénierie Faculté de Sciences Faculté de Chimie | 1 année     |
| Cycle initial biologie – biochimie                  | Faculté de sciences | 1 année     |
| Cycle Initial Commun (Faculté de sciences sociales) | Faculté de sciences sociales | 3 semestres |
| Cycle initial en mathématique                       | Faculté d'ingénierie<br />Faculté de chimie<br />Faculté de sciences | 2 années    |
| Première année de faculté de chimie                 | Faculté de chimie | 1 année     |